# Chase Edmonds
Chase Edmonds (* 13. April 1996 in Harrisburg, Pennsylvania) ist ein US-amerikanischer American-Football-Spieler auf der Position des Runningbacks. Aktuell spielt er für die Tampa Bay Buccaneers in der National Football League (NFL). Von 2018 bis 2021 spielte Edmonds für die Arizona Cardinals, anschließend war er für die Miami Dolphins und die Denver Broncos aktiv.

## Frühe Jahre
Edmonds wuchs in seiner Geburtsstadt auf, wo er die Central Dauphin East High School besuchte. Dort spielte er in der Football- und Basketballmannschaft. In seinem letzten Jahr konnte er dort für 2389 Yards und 25 Touchdowns laufen. Nach seinem Highschoolabschluss erhielt er ein Stipendium der Fordham University, wo er von 2014 bis 2017 im Footballteam aktiv war. Direkt in seinem ersten Jahr konnte er 24 Touchdowns erzielen. Für seine Leistungen erhielt er den Jerry Rice Award für den besten Freshman einer FCS-Schule. Insgesamt kam er in den vier Jahren in 44 Spielen zum Einsatz, konnte den Ball für 5862 Yards und 67 Touchdowns laufen und zusätzlich noch für 905 Yards und 7 Touchdowns fangen. Damit hat er die fünftmeisten Rushing-Yards in der Geschichte der NCAA FCS und die meisten Rushing-Yards in der Geschichte der Patriot League.

## NFL-Karriere

### Anfänge in Arizona
Im NFL-Draft 2018 wurde Edmonds in der 4. Runde an 134. Stelle von den Arizona Cardinals ausgewählt. Sein Debüt in der NFL gab er direkt am 1. Spieltag bei der 6:24-Niederlage gegen die Washington Redskins. Seine ersten beiden Touchdowns konnte er beim 20:17-Sieg gegen die Green Bay Packers am 2. Dezember 2018 erzielen. Insgesamt kam er in seinem ersten Jahr auf 208 Yards und 2 Touchdowns, dazu wurde er dreimal als Kick Returner eingesetzt. Allerdings kam er nur bei etwa 25 % der Spielzüge der Offense zum Einsatz. In der Saison 2019 erhielt er nur wenig mehr Spielzeit. Am 4. Spieltag stand er dennoch bei der 10:27-Niederlage gegen die Seattle Seahawks das erste Mal in der Startformation der Cardinals. Daraufhin spielte er fast durchgehend beim 27:21-Sieg gegen die New York Giants am 7. Spieltag, bei dem er auch erstmals in seiner Karriere mehr als 100 Yards erlief, nämlich 126, und insgesamt 3 Touchdowns erreichte. In der Saison 2020 erhielt er mehr Spielzeiten und kam als Backup in etwa der Hälfte der Spielzüge der Offense zum Einsatz, zusätzlich wurde er in den meisten Spielen als Kick Returner eingesetzt. Auf dieser Position konnte er bei der 21:28-Niederlage gegen die Seahawks am 11. Spieltag den Ball für 100 Yards returnen.
Zu Beginn der Saison 2021 wurde Edmonds nach dem Abgang von Kenyan Drake zu den Las Vegas Raiders zum ersten Mal in seiner Karriere fester Stammspieler als Runningback für die Cardinals, dabei setzte er sich auch gegen den neu verpflichteten James Conner durch. Am 4. Spieltag konnte er beim 37:20-Sieg gegen die Los Angeles Rams mit dem Ball für insgesamt 120 Yards laufen, es war sein zweites Spiel mit über 100 erlaufenen Yards in seiner Karriere. Beim 34:17-Sieg gegen die San Francisco 49ers zog er sich jedoch eine Knöchelverletzung zu, sodass er die folgenden vier Spiele verletzungsbedingt verpasste. Auch das letzte Saisonspiel, eine 30:38-Niederlage gegen die Seattle Seahawks, verpasste er verletzt. Nichtsdestotrotz konnte er mit seinem Team in dieser Saison 11 Spiele gewinnen und dabei nur sechs verlieren, sodass er sich mit den Cardinals erstmals in seiner Karriere für die Playoffs qualifizierte. Dort gab er bei der 11:34-Niederlage gegen die Los Angeles Rams in der ersten Runde sein Debüt, bei der er insgesamt achtmal mit dem Ball für 28 Yards laufen konnte.

### Über Miami nach Denver
Zur Saison 2022 unterschrieb Edmonds einen Zweijahresvertrag im Wert von 12,6 Millionen US-Dollar bei den Miami Dolphins. Er debütierte direkt am 1. Spieltag der Saison beim 20:7-Sieg gegen die New England Patriots, bei dem er auch in der Startformation stand und mit dem Ball für 25 Yards laufen konnte. Am 3. Spieltag konnte er beim 21:19-Sieg gegen die Buffalo Bills mit dem Ball zwei Touchdowns erlaufen. Vor allem danach kam Edmonds allerdings nicht an Raheem Mostert vorbei und war so nur Backup als Runningback.
Im Rahmen eines Trades für Bradley Chubb gaben die Dolphins Edmonds nach acht Spielen, von denen er zwei als Starter bestritten hatte, am 1. November 2022 zur Trade-Deadline an die Denver Broncos ab. Dort debütierte er am 10. Spieltag bei der 10:17-Niederlage gegen die Tampa Bay Buccaneers. Direkt bei seinem zweiten Einsatz zog sich Edmonds allerdings eine Knöchelverletzung zu, sodass er auf die Injured-Reserve-Liste gesetzt wurde und einige Spiele verpasste. Nach seiner Genesung kam er in den letzten drei Saisonspielen für die Broncos erneut zum Einsatz.

### Wechsel nach Tampa
Am 20. März 2023 unterschrieb Edmonds einen Einjahresvertrag bei den Tampa Bay Buccaneers. Dort war er zu Saisonbeginn jedoch lediglich der dritte Runningback hinter Rachaad White und dem Rookie Sean Tucker. Nichtsdestotrotz kam er als Backup auf Spielzeit und debütierte somit schon am 1. Spieltag der Saison beim 20:17-Sieg gegen die Minnesota Vikings, bei dem er zweimal mit dem Ball für insgesamt acht Yards laufen konnte. Beim 27:17-Sieg gegen die Chicago Bears am 2. Spieltag zog er sich jedoch eine Knieverletzung zu, sodass er auf die Injured-Reserve-Liste gesetzt wurde und mehrere Wochen verletzungsbedingt verpasste. Auch nach seinem Comeback Ende Oktober kam er jedoch über seine Rolle als Backup nicht hinaus. Sein statistisch bestes Saisonspiel zeigte er am 14. Spieltag beim 29:25-Sieg gegen die Atlanta Falcons, bei dem er achtmal mit dem Ball für 40 Yards lief sowie zwei Pässe für 18 Yards fing. Mit den Buccaneers qualifizierte er sich erneut für die Playoffs als Sieger der NFC South, sie schieden jedoch nach einem Sieg gegen die Philadelphia Eagles in der Wildcard-Runde schließlich in der Divisional Runde gegen die Detroit Lions aus. Edmonds kam in beiden Spielen zum Einsatz.
Im März 2024 unterschrieb er einen neuen Einjahresvertrag bei den Buccaneers. In der Vorbereitung zur Saison 2024 zog er sich jedoch eine erneute Knieverletzung zu, wegen der er auf die Injured-Reserve-Liste gesetzt wurde und die gesamte Saison verletzungsbedingt verpasste.

## Karrierestatistiken
| Legende | Legende            |
| ------- | ------------------ |
| Fett    | Karrierehöchstwert |

### Regular Season
| Saison                             | Team             | Spiele | Spiele  | Gelaufen                        | Gelaufen                        | Gelaufen                        | Gelaufen                        | Gelaufen                        | Gefangen                        | Gefangen                        | Gefangen                        | Gefangen                        | Gefangen                        | Fumbles                         | Fumbles                         | TD gesamt                       |
| Saison                             | Team             | Spiele | Starter | Versuche                        | Yards                           | Avg                             | Lang                            | TD                              | Passfänge                       | Yards                           | Avg                             | Lang                            | TD                              | Ges                             | verlorene                       | TD gesamt                       |
| ---------------------------------- | ---------------- | ------ | ------- | ------------------------------- | ------------------------------- | ------------------------------- | ------------------------------- | ------------------------------- | ------------------------------- | ------------------------------- | ------------------------------- | ------------------------------- | ------------------------------- | ------------------------------- | ------------------------------- | ------------------------------- |
| 2018                               | Cardinals        | 16     | 0       | 60                              | 208                             | 3,5                             | 29                              | 2                               | 20                              | 103                             | 5,2                             | 13                              | 0                               | 1                               | 0                               | 2                               |
| 2019                               | Cardinals        | 13     | 2       | 60                              | 303                             | 5,1                             | 37                              | 4                               | 12                              | 105                             | 8,8                             | 31                              | 1                               | 0                               | 0                               | 5                               |
| 2020                               | Cardinals        | 16     | 2       | 97                              | 448                             | 4,6                             | 32                              | 1                               | 53                              | 402                             | 7,6                             | 30                              | 4                               | 2                               | 0                               | 5                               |
| 2021                               | Cardinals        | 12     | 11      | 116                             | 592                             | 5,1                             | 54                              | 2                               | 43                              | 311                             | 7,2                             | 36                              | 0                               | 1                               | 1                               | 2                               |
| 2022                               | Dolphins         | 8      | 2       | 42                              | 120                             | 2,9                             | 28                              | 2                               | 10                              | 96                              | 9,6                             | 15                              | 1                               | 0                               | 0                               | 3                               |
| 2022                               | Broncos          | 5      | 1       | 26                              | 125                             | 4,8                             | 25                              | 0                               | 6                               | 61                              | 10,2                            | 27                              | 0                               | 0                               | 0                               | 0                               |
| 2023                               | Buccaneers       | 13     | 0       | 49                              | 176                             | 3,6                             | 21                              | 0                               | 14                              | 81                              | 5,8                             | 14                              | 0                               | 0                               | 0                               | 0                               |
| 2024                               | Buccaneers       | 0      | 0       | verletzungsbedingt ohne Einsatz | verletzungsbedingt ohne Einsatz | verletzungsbedingt ohne Einsatz | verletzungsbedingt ohne Einsatz | verletzungsbedingt ohne Einsatz | verletzungsbedingt ohne Einsatz | verletzungsbedingt ohne Einsatz | verletzungsbedingt ohne Einsatz | verletzungsbedingt ohne Einsatz | verletzungsbedingt ohne Einsatz | verletzungsbedingt ohne Einsatz | verletzungsbedingt ohne Einsatz | verletzungsbedingt ohne Einsatz |
| Gesamte Karriere                   | Gesamte Karriere | 83     | 18      | 450                             | 1972                            | 4,4                             | 54                              | 11                              | 158                             | 1159                            | 7,3                             | 36                              | 6                               | 4                               | 1                               | 17                              |
| Quelle: pro-football-reference.com |                  |        |         |                                 |                                 |                                 |                                 |                                 |                                 |                                 |                                 |                                 |                                 |                                 |                                 |                                 |

### Postseason
| Saison                             | Team             | Spiele | Spiele  | Gelaufen                        | Gelaufen                        | Gelaufen                        | Gelaufen                        | Gelaufen                        | Gefangen                        | Gefangen                        | Gefangen                        | Gefangen                        | Gefangen                        | Fumbles                         | Fumbles                         | TD gesamt                       |
| Saison                             | Team             | Spiele | Starter | Versuche                        | Yards                           | Avg                             | Lang                            | TD                              | Passfänge                       | Yards                           | Avg                             | Lang                            | TD                              | Ges                             | verlorene                       | TD gesamt                       |
| ---------------------------------- | ---------------- | ------ | ------- | ------------------------------- | ------------------------------- | ------------------------------- | ------------------------------- | ------------------------------- | ------------------------------- | ------------------------------- | ------------------------------- | ------------------------------- | ------------------------------- | ------------------------------- | ------------------------------- | ------------------------------- |
| 2021                               | Cardinals        | 1      | 1       | 8                               | 28                              | 3,5                             | 10                              | 0                               | 0                               | 0                               | 0,0                             | 0                               | 0                               | 0                               | 0                               | 0                               |
| 2023                               | Buccaneers       | 2      | 0       | 11                              | 31                              | 2,8                             | 9                               | 0                               | 3                               | 26                              | 8,7                             | 14                              | 0                               | 0                               | 0                               | 0                               |
| 2024                               | Buccaneers       | 0      | 0       | verletzungsbedingt ohne Einsatz | verletzungsbedingt ohne Einsatz | verletzungsbedingt ohne Einsatz | verletzungsbedingt ohne Einsatz | verletzungsbedingt ohne Einsatz | verletzungsbedingt ohne Einsatz | verletzungsbedingt ohne Einsatz | verletzungsbedingt ohne Einsatz | verletzungsbedingt ohne Einsatz | verletzungsbedingt ohne Einsatz | verletzungsbedingt ohne Einsatz | verletzungsbedingt ohne Einsatz | verletzungsbedingt ohne Einsatz |
| Gesamte Karriere                   | Gesamte Karriere | 3      | 1       | 19                              | 59                              | 3,1                             | 10                              | 0                               | 3                               | 26                              | 8,7                             | 14                              | 0                               | 0                               | 0                               | 0                               |
| Quelle: pro-football-reference.com |                  |        |         |                                 |                                 |                                 |                                 |                                 |                                 |                                 |                                 |                                 |                                 |                                 |                                 |                                 |